# Tiroglobulina
La tiroglobulina  és una proteïna iodada que pertany al grup de les glicoproteïnes i té un pes molecular de 660.000 daltons. És sintetitzada pel tiroide en resposta a l'estimulació de la tirotropina o TSH. El seu gen es troba localitzat a l'espècie humana en el cromosoma 8.
La tiroglobulina és la molècula precursora de les hormones tiroides triiodotironina (T3) i tetraiodotironina o tiroxina (T4).
En medicina solen mesurar els nivells de tiroglobulina a la sang. L'elevació de les xifres normals pot tenir valor predictiu indicatiu de la recidiva d'un càncer de tiroide prèviament diagnosticat, pel que aquesta substància s'inclou dins del grup dels marcadors tumorals, encara que la seva determinació només és útil en un tipus específic de tumor que es diu carcinoma diferenciat de tiroide. També s'empra la determinació dels anticossos antitiroglobulina per al diagnòstic de la tiroïditis de Hashimoto.